# Фінал Кубка Стенлі 2007

Фінал Кубка Стенлі 2007 (англ. Stanley Cup Finals) — 114-й загалом фінал Кубка Стенлі та сезону 2006–2007 у НХЛ між командами «Анагайм Дакс» та «Оттава Сенаторс». Фінальна серія стартувала 28 травня в Анагаймі, а фінішувала 6 червня перемогою «Анагайм Дакс».
У регулярному чемпіонаті «Оттава Сенаторс» фінішував четвертими в Східній конференції набравши 105 очок, а «Анагайм Дакс» посіли друге місце в Західній конференції з 110 очками.
Вперше в історії Кубок завоювала команда з Каліфорнії.
У фінальній серії перемогу здобули «Анагайм Дакс» 4:1. Приз Кона Сміта (найкращого гравця фінальної серії) отримав захисник «Качок» Скотт Нідермаєр.

## Шлях до фіналу
| Західна конференція     |          |                   |                   |                                          |
| Стадія                  | Суперник | Суперник          | Загальний рахунок | Результати матчів                        |
| Чвертьфінал конференції | 7        | Міннесота Вайлд   | 4 : 1             | 2:1, 3:2, 2:1, 1:4, 4:1                  |
| Півфінал конференції    | 3        | Ванкувер Канакс   | 4 : 1             | 5:1, 1:2 (2ОТ), 3:2, 3:2 (ОТ), 2:1 (2ОТ) |
| Фінал конференції       | 1        | Детройт Ред Вінгз | 4 : 2             | 1:2, 4:3 (ОТ), 0:5, 5:3, 2:1 (ОТ), 4:3   |

| Східна конференція      |          |                    |                   |                                    |
| Стадія                  | Суперник | Суперник           | Загальний рахунок | Результати матчів                  |
| Чвертьфінал конференції | 5        | Піттсбург Пінгвінс | 4 : 1             | 6:3, 3:4, 4:2, 2:1, 3:0            |
| Півфінал конференції    | 2        | Нью-Джерсі Девілс  | 4 : 1             | 5:4, 2:3 (2ОТ), 2:0, 3:2, 3:2      |
| Фінал конференції       | 1        | Баффало Сейбрс     | 4 : 1             | 5:2, 4:3 (2ОТ), 1:0, 2:3, 3:2 (ОТ) |

## Арени
| Анагайм           | Хонда-центр Канадієн Тайр Центрclass=notpageimage\| Арени фіналу Кубка Стенлі 2007 | Оттава              |
| Хонда-центр       | Хонда-центр Канадієн Тайр Центрclass=notpageimage\| Арени фіналу Кубка Стенлі 2007 | Канадієн Тайр Центр |
| Місткість: 17 174 | Хонда-центр Канадієн Тайр Центрclass=notpageimage\| Арени фіналу Кубка Стенлі 2007 | Місткість: 19 153   |
|                   | Хонда-центр Канадієн Тайр Центрclass=notpageimage\| Арени фіналу Кубка Стенлі 2007 |                     |

## Серія
| 28 травня 2007 | Анагайм Дакс | 3 : 2 (1:1, 0:1, 2:0) | Оттава Сенаторс | Хонда-центр, Анагайм |

| Протокол                                                         | Протокол                          | Протокол                               | Протокол                | Протокол |
| ---------------------------------------------------------------- | --------------------------------- | -------------------------------------- | ----------------------- | -------- |
|                                                                  | Жан-Себастьян Жигер (00:00-59:59) | Голкіпери                              | Рей Емері (00:00-58:51) |          |
| Енді Мак-Дональд (10:55) Раєн Гецлаф (45:44) Тревіс Моен (57:09) |                                   | Майк Фішер (01:38) Вейд Редден (24:36) |                         |          |
| 14 хв.                                                           | Вилучення                         | 8 хв.                                  |                         |          |
| 32                                                               | Кидки                             | 20                                     |                         |          |

| 30 травня 2007 | Анагайм Дакс | 1 : 0 (0:0, 0:0, 1:0) | Оттава Сенаторс | Хонда-центр |

| Протокол                 | Протокол                          | Протокол  | Протокол                | Протокол |
| ------------------------ | --------------------------------- | --------- | ----------------------- | -------- |
|                          | Жан-Себастьян Жигер (00:00-59:49) | Голкіпери | Рей Емері (00:00-59:12) |          |
| Самуель Польссон (54:16) |                                   |           |                         |          |
| 8 хв.                    | Вилучення                         | 8 хв.     |                         |          |
| 31                       | Кидки                             | 16        |                         |          |

| 2 червня 2007 | Оттава Сенаторс | 5 : 3 (1:1, 3:2, 1:0) | Анагайм Дакс | Канадієн Тайр Центр, Оттава |

| Протокол | Протокол                | Протокол                                                        | Протокол                          | Протокол |
| --- | ----------------------- | --------------------------------------------------------------- | --------------------------------- | -------- |
| | Рей Емері (00:00-59:57) | Голкіпери                                                       | Жан-Себастьян Жигер (00:00-58:28) |          |
| Кріс Ніл (16:10) Майк Фішер (25:47) Данієль Альфредссон (36:14) Дін Макаммонд (38:34) Антон Волченков (48:22) |                         | Енді Мак-Дональд (05:39) Корі Перрі (25:20) Раєн Гецлаф (27:38) |                                   |          |
| 16 хв. | Вилучення               | 24 хв.                                                          |                                   |          |
| 29 | Кидки                   | 22                                                              |                                   |          |

| 4 червня 2007 | Оттава Сенаторс | 2 : 3 (1:0, 1:2, 0:1) | Анагайм Дакс | Канадієн Тайр Центр |

| Протокол                                       | Протокол                | Протокол                                                                | Протокол            | Протокол |
| ---------------------------------------------- | ----------------------- | ----------------------------------------------------------------------- | ------------------- | -------- |
|                                                | Рей Емері (00:00-58:20) | Голкіпери                                                               | Жан-Себастьян Жигер |          |
| Данієль Альфредссон (19:59) Дені Гітлі (38:00) |                         | Енді Мак-Дональд (30:06) Енді Мак-Дональд (31:06) Дастін Пеннер (44:07) |                     |          |
| 10 хв.                                         | Вилучення               | 12 хв.                                                                  |                     |          |
| 23                                             | Кидки                   | 21                                                                      |                     |          |

| 6 червня 2007 | Анагайм Дакс | 6 : 2 (2:0, 2:2, 2:0) | Оттава Сенаторс | Хонда-центр |

| Протокол | Протокол            | Протокол                                                | Протокол  | Протокол |
| --- | ------------------- | ------------------------------------------------------- | --------- | -------- |
| | Жан-Себастьян Жигер | Голкіпери                                               | Рей Емері |          |
| Енді Мак-Дональд (03:41) Роб Нідермаєр (17:41) Тревіс Моен (35:44) Франсуа Бошемен (38:28) Тревіс Моен (44:01) Корі Перрі (57:00) |                     | Данієль Альфредссон (31:27) Данієль Альфредссон (37:38) |           |          |
| 6 хв. | Вилучення           | 12 хв.                                                  |           |          |
| 18 | Кидки               | 13                                                      |           |          |

| Володар Кубка Стенлі 2007 |
| ------------------------- |
| Анагайм Дакс перший титул |

## Володарі Кубка Стенлі
| Володарі Кубка Стенлі Анагайм Дакс | Воротарі: Ілля Бризгалов, Жан-Себастьян Жигер Захисники: Франсуа Бошемен, Джо Діпента, Кент Гаскінс, Річард Джекмен, Скотт Нідермаєр (К), Шон О'Доннелл, Кріс Пронгер Нападники: Раєн Картер, Раєн Гецлаф, Кріс Кунітц, Енді Мак-Дональд, Тодд Марчант, Бред Мей, Дрю Міллер, Тревіс Моен, Джо Моцко, Роб Нідермаєр, Самуель Польссон, Джордж Паррос, Дастін Пеннер, Корі Перрі, Теему Селянне, Раян Шеннон, Шон Торнтон Головний тренер: Ренді Карлайл Генеральний менеджер: Браян Бурк |